# Bahnstrecke Bilbao–Santander
| Die beiden vom Transportministerium vorgeschlagenen Varianten der Strecke |                          |                                    |                                    |
| Streckenlänge: | 100 km                   |                                    |                                    |
| Spurweite: | 1668 mm (Iberische Spur) |                                    |                                    |
| |                          |                                    |                                    |
| \| \| \| Bilbao \| \| \| \| Olabeaga, zum Hafen \| \| \| \| Variante Sur Ferroviaria de Bilbao \| \| \| \| nach Muskiz \| \| \| \| Castro Urdiales \| \| \| \| Laredo \| \| \| \| Guarnizo, von Palenzia \| \| \| \| Santander \| |                          |                                    |                                    |
| Kopfbahnhof Streckenanfang |                          | Bilbao                             | Bilbao                             |
| Abzweig ehemals geradeaus und nach rechts |                          | Olabeaga, zum Hafen                | Olabeaga, zum Hafen                |
| Strecke (außer Betrieb) |                          | Variante Sur Ferroviaria de Bilbao | Variante Sur Ferroviaria de Bilbao |
| Abzweig geradeaus und nach rechts (Strecke außer Betrieb) |                          | nach Muskiz                        | nach Muskiz                        |
| Bahnhof (Strecke außer Betrieb) |                          | Castro Urdiales                    | Castro Urdiales                    |
| Bahnhof (Strecke außer Betrieb) |                          | Laredo                             | Laredo                             |
| Abzweig ehemals geradeaus und von links |                          | Guarnizo, von Palenzia             | Guarnizo, von Palenzia             |
| Kopfbahnhof Streckenende |                          | Santander                          | Santander                          |

Die Bahnstrecke Bilbao–Santander ist ein Projekt zur Verbindung von Bilbao mit Santander mit einer neu zu bauenden Eisenbahnstrecke, die sowohl vom Personen- wie auch vom Güterverkehr benutzt werden kann. Sie ist Teil des Corredor Cantábrico Mediterráneo (deutsch ungefähr ‚Korridor Kantabrien-Mittelmeer‘), der von Santander und Hendaye an der französischen Grenze über Saragossa und Teruel nach Valencia führt.

## Geschichte
Im März 2022 gab die spanische Regierung bekannt, dass sie plant, eine neue Bahnstrecke zwischen Bilbao und Santander zu bauen. Eine Machbarkeitsstudie mit sechs Vorschlägen zur Trassenführung wurde erstellt. Je nach gewählter Varianten wird mit Baukosten zwischen 2,5 und 3,1 Mia. Euro gerechnet. In einem nächsten Schritte wird eine Variante ausgewählt und öffentlich aufgelegt, sowie die dazu gehörende Umweltverträglichkeitsprüfung durchgeführt. Das Ministerium für Verkehr, Mobilität und städtische Angelegenheiten bevorzugt die zwei kostengünstigsten Varianten A1 und C1. Die Variante A1 hat je einem Bahnhof in Laredo und Castro Urdiales, die Variante C1 nur in Castro, sodass die Reisezeit für die ganze Strecke fünf Minuten kürzere wird.
Derzeit sind Bilbao und Santander nur über die Meterspur-Strecke der FEVE verbunden. Die Strecke ist nicht durchgehend elektrifiziert und die Reisezeit zwischen den beiden Städten beträgt mehr als drei Stunden – eine Reisezeit, die gegenüber Autobus oder Privatwagen nicht konkurrenzfähig ist. Die neue Strecke soll die Fahrzeiten ungefähr auf eine Stunde reduzieren – 58 Minuten ohne Halt in Laredo, 63 Minuten für die Varianten mit Halt in Laredo. Es wird mit einem Passagieraufkommen von 2,4 Mio. Fahrgästen pro Jahr gerechnet. Die neue Strecke soll auch von Güterzügen benutzt werden, die über diese Strecke den Hafen Santander erreichen können. Es wird mit einem Frachtaufkommen von 20 Mio. Tonnen pro Jahr gerechnet.

## Verlauf

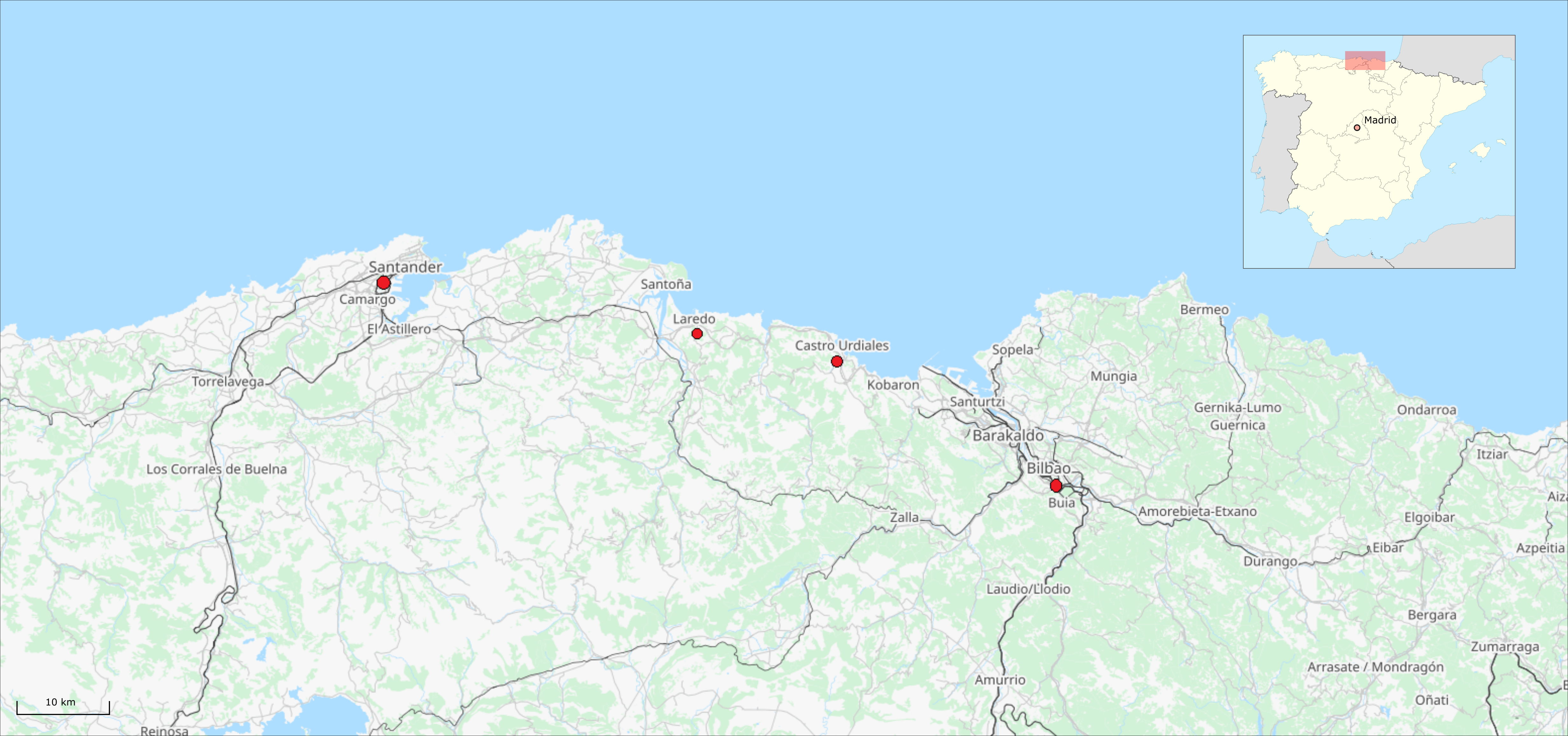
Ungefähre Lage der Bahnhöfe der Bahnstrecke Bilbao–Santander

Drei Viertel der Strecke werden in Tunnel oder auf Brücken verlaufen. Vom Bahnhof Bilbao-Abando benutzt die Verbindung die ebenfalls in Projektierung stehende Variante Sur Ferroviaria de Bilbao, eine Umgehungsbahn für die Güterzüge zum Hafen von Bilbao, welche die Ortschaften von Ortuella, Trapaga und Barakaldo umgeht und auf der bestehenden Strecke mehr Kapazität für die Nahverkehrszüge schafft. Die favorisierten Varianten der Strecke Bilbao–Santander durchqueren auf kürzestem Weg die unter Naturschutz stehenden Sümpfe bei Santoña und verlaufen südlich von Santander zwischen dem Bergmassiv Peña Cabarga und dem Fluss Ría de San Salvador. Sie münden beim Bahnhof Guarnizo in die bestehende Strecke Madrid–Santander ein und führen auf dieser nach Santander.